# Kelly Ringstad
Kelly Ringstad (* 1. März 1974 in Vancouver) ist eine ehemalige kanadische Freestyle-Skierin. Sie startete in den Buckelpisten-Disziplinen Moguls und Dual Moguls.

## Werdegang
Ringstad nahm von 1995 bis 1999 am Europacup sowie am Nor-Am-Cup teil und holte dabei vier Siege. Erstmals im Weltcup startete sie im Januar 1996 im Blackcomb, wobei sie den 18. Platz errang und kam in der Saison 1996/97 sowie 1998/99 mit drei Top-Zehn-Platzierungen jeweils auf den 15. Platz im Dual-Moguls-Weltcup. Zudem erreichte sie in der Saison 1997/98 mit dem 23. Platz im Gesamtweltcup und den achten Rang im Moguls-Weltcup ihre besten Gesamtergebnisse. Dabei sprang sie viermal unter den ersten Zehn und errang mit dem dritten Platz im Moguls in Breckenridge ihre einzige Podestplatzierung im Weltcup. Bei den Weltmeisterschaften 1999 in Meiringen-Hasliberg belegte sie den 24. Platz im Moguls und den 17. Rang im Dual-Moguls-Weltcup. In der Saison 1999/2000 kam sie auf den 19. Platz im Dual Moguls und in der Saison 2000/01 auf den 19. Rang im Moguls-Weltcup. Außerdem wurde sie bei den Weltmeisterschaften 2001 in Whistler Neunte im Dual Moguls und belegte im folgenden Jahr in Salt Lake City bei ihrer einzigen Teilnahme an Olympischen Winterspielen den 13. Platz im Moguls. Letztmals im Weltcup startete sie im März 2004 in Airolo, wobei sie den neunten Platz im Moguls errang.

## Erfolge

### Olympische Spiele
- 2002 Salt Lake City: 13. Platz Moguls

### Weltmeisterschaften
- 1999 Meiringen-Hasliberg: 17. Platz Dual Moguls, 24. Platz Moguls
- 2001 Whistler: 9. Platz Dual Moguls

### Weltcup-Gesamtplatzierungen
Ringstad nahm an 66 Weltcups teil und erreichte 17 Top-Zehn-Platzierungen sowie eine Podestplatzierung.
| Saison    | Gesamt | Gesamt | Moguls | Moguls | Dual Moguls | Dual Moguls |
| Saison    | Punkte | Platz  | Punkte | Platz  | Punkte      | Platz       |
| --------- | ------ | ------ | ------ | ------ | ----------- | ----------- |
| 1995/96   | 4      | 95.    | 32     | 39.    | –           | –           |
| 1996/97   | 25     | 68.    | 100    | 27.    | 192         | 15.         |
| 1997/98   | 73     | 23.    | 436    | 8.     | 12          | 28.         |
| 1998/99   | 32     | 38.    | 128    | 21.    | 84          | 15.         |
| 1999/2000 | 30     | 43.    | 120    | 22.    | 48          | 19.         |
| 2000/01   | 44     | 36.    | 176    | 19.    | –           | –           |
| 2001/02   | 39     | 43.    | 236    | 22.    | 48          | 20.         |
| 2003/04   | 5      | 86.    | 73     | 27.    | –           | –           |

.